# 海蘭鎮區 (克萊頓縣)
海兰鎮區（Highland Township），美国艾奥瓦州克莱顿县的一个鎮區，总面积93.66平方公里，总人口237（2000年美国人口普查）。